# 科索沃—烏克蘭關係
科索沃－烏克蘭關係是指乌克兰和科索沃之间的双边关系。兩國無正式外交關係，目前也沒有在對方首都互設具大使館功能的代表機構。

## 政治交流

灰色國家表示不承认科索沃独立的国家，其中包括乌克兰。

2008年2月17日15時，科索沃宣布脱离塞尔维亚独立建国。同年2月22日，烏克蘭外交部長奥格雷兹科表示，烏克蘭正在“檢查所有可能性”以考虑承認科索沃，但也表示該過程將“需要一些時間”，同时，奥格雷兹科也表示了解美國对于科索沃独立的态度，但相信美国也了解這個問題對烏克蘭的敏感性。烏克蘭總統維克多·安德烈耶維奇·尤先科则於2008年2月19日表示，烏克蘭對局勢的立場首先是遵循國家利益和國際法。他強調，烏克蘭的立場源於這樣一種觀點，即承認或不承認科索沃的決定需要世界上大多數國家来决定。10月22日，烏克蘭副外長葉利謝耶夫则表示，烏克蘭打算保持中立立場。但到了同年12月4日，乌克兰外交部长在歐洲安全與合作組織会议上就2008年發生的分裂主義問題發表講話時，奥格雷兹科改口表示烏克蘭絕不會在任何國家的領土完整問題上做出妥協。2009年，乌克兰驻俄罗斯大使康斯坦丁·格里先科亦表示乌克兰不会承认科索沃、阿布哈兹或南奥赛梯。
2018年，足协世界杯外围赛期间，由于乌克兰拒绝承认科索沃护照，因此，乌克兰与科索沃改在波兰的克拉科夫元帥約瑟夫·畢蘇斯基體育館举行比赛。
尽管如此，在2022年俄罗斯入侵乌克兰后，科索沃政府仍然表达了支持乌克兰的立场，科索沃總統韋約莎·奧斯曼尼即在推特上聲明了科索沃政府的立場，表示「科索沃與烏克蘭及其人民站在一起，而他們正因俄羅斯的侵略行為而面臨無端戰爭的後果。我們將與我們的盟友合作，制止我們地區的任何動盪。俄羅斯的霸權不會成功。自由和民主將佔上風。」同年4月，俄军在乌克兰布查发动大屠杀，导致大量平民死亡后，韋約莎·奧斯曼尼总统嚴厲譴責了俄罗斯的戰爭罪行，並將布查大屠殺與塞爾維亞在科索沃戰爭期間的一系列大屠殺進行比較。總理阿爾賓·庫提則呼籲須為布查伸張正義，並在推特上發文谴责俄罗斯的種族滅絕行径，并表示布查大屠殺的加害者“必須被押赴伸張正義的法庭審判，而俄羅斯有責任必須承擔所犯下的罪行。”